# محوطه و قلعه باللی قیه
محوطه و قلعه باللی قیه مربوط به عصر مس - است و در شهرستان هشترود، بخش مرکزی، روستای دیزج علی قلی بیگ واقع شده و این اثر در تاریخ ۱۱ مرداد ۱۳۸۴ با شمارهٔ ثبت ۱۲۶۴۸ به‌عنوان یکی از آثار ملی ایران به ثبت رسیده‌است.